# Zezé Procópio
Zezé Procópio, właśc. José Procópio Mendes (ur. 12 sierpnia 1913 w Varginha, zm. 8 lutego 1980 w Valença), brazylijski piłkarz, pomocnik. Brązowy medalista MŚ 1938.
Podczas kariery (1932–1948) grał w Villa Nova AC, Atlético Mineiro, Botafogo FR, SE Palmeiras i São Paulo FC, zwyciężając w rozgrywkach stanowych w Minas Gerais (Campeonato Mineiro) i São Paulo (Campeonato Paulista). Z reprezentacji Brazylii brał udział w finałach mistrzostw świata. Podczas MŚ 38 wystąpił w czterech spotkaniach. Brał udział w Copa América 1946 (drugie miejsce).